# Neurofysiologi
Neurofysiologi er det medicinske speciale, som beskæftiger sig med nervesystemets fysiologi.
Specialet opdeles i neurofysiologi og teknisk neurofysiologi.
De neurofysiologiske undersøgelser er for eksempel EEG, EMG, ENG, SEP, MEP.